# لاغوارديا
بلدية لاغوارديا (بالإسبانية: Laguardia) هي بلدية تقع في مقاطعة ألافا التابعة لإقليم الباسك شمال إسبانيا.

## الديموغرافيا
يبلغ عدد سكان بلدية لاغوارديا 1.546 نسمة عام 2011 (وفقاً للمعهد الوطني للإحصاء الإسباني).
| 1.423 | 1.409 | 1.447 | 1.483 | 1.484 | 1.510 | 1.546 |

## أعلام
- بلانكا من نافارا
- مارغريت ملكة صقلية